# ボンバーグ
ボンバーグ（BOMBERG）は、2012年に設立されたスイスのヌーシャテルにある時計メーカーである。
リック・デ・ラクロワによって設立されたボンバーグは、時計業界の中で独自のイメージを新しく作り出すことを可能にすることをコンセプトにしている。BOLT-68と1968コレクションはクオリティとディティールにこだわっており、トレンドセッターの為にリストウォッチの新分野を開拓している。